# Sincerely (Kali-Uchis-Album)
Sincerely, stilisiert als Sincerely, (englisch „Aufrichtig“) ist das fünfte Studioalbum der US-amerikanischen Sängerin Kali Uchis. Es wurde am 9. Mai 2025 vom Label Capitol Records veröffentlicht. Mit etwa 62.000 verkauften Einheiten innerhalb einer Woche erreichte es Rang 2 in den Billboard 200 Charts. Somit ist Sincerely das dritte Top-Ten-Album in Folge, welches in den US-amerikanischen Albumcharts auf den höheren Plätzen debütierte.
Drei der insgesamt vierzehn Titel wurden als Singles veröffentlicht. Sunshine & Rain… und ILYSMIH erschienen jeweils im März und April. All I Can Say wurde am gleichen Tag wie das Album veröffentlicht. Die ersten beiden Singleauskopplungen erreichten nur in den neuseeländischen Charts Platzierungen, letztere hingegen in den amerikanischen R&B-Charts sowie den Bubbling Under Hot 100-Charts.

## Hintergrund und Entstehung
Nach der Veröffentlichung ihres vierten Studioalbums Orquídeas im Januar 2024 sowie ein dazugehöriges Reissue mit dem Titel Orquídeas Parte 2 kündigte Kali Uchis die Fertigstellung ihres neuen Albums via Instagram an. In einem Interview mit der Zeitschrift Billboard im Juni 2024 verriet sie, dass das neue Werk mit dem Titel Sincerely im Frühjahr 2025 erscheinen soll.
Im März 2025 sagte Uchis, dass ein „lebensveränderndes Ereignis“ sie dazu inspiriert habe, ein neues Album aufzunehmen; tiefere Details nannte sie bis dahin noch nicht. Uchis erklärte später in einem weiteren Interview, dass der Tod ihrer Mutter sowie die Geburt ihres ersten Kindes Inspirationen für die Produktion ihres neuen musikalischen Werks gewesen sind.
An der Produktion des Albums waren größtenteils Jeff Hazin, Nick Ferraro sowie Dylan Wiggins beteiligt. Bis auf die beiden Tracks It's Just Us und ILYSMIH wurden alle Titel von Kali Uchis selbst geschrieben. Die Aufnahmen fanden von 2023 bis 2024 in Los Angeles statt.

## Promotion
Mitte März 2025 erschien ein Video, in dem Uchis im Schlafanzug sitzend einen Brief verfasst. In dem Kurzfilm wurde auch erstmals der Titel des neuen Albums bekannt gegeben. Gleichzeitig verriet die Sängerin, dass sie einen neuen Vertrag mit dem Plattenlabel Capitol Records abgeschlossen habe. Am 18. März 2025 kündigte Uchis die Promosingle Sunshine & Rain…, welche am 27. März erschien, an. Noch am gleichen Tag teilte sie das Veröffentlichungsdatum des bevorstehenden Albums mit. Am 9. Mai 2025 schließlich erschien ihr viertes Album gemeinsam mit dem Cover und der dritten Single All I Can Say.
Am 13. Mai 2025 teilte Uchis via Instagram einen Beitrag zu ihrer bevorstehenden Tournee mit dem Titel „The Sincerely, Tour“. Die Tour soll am 14. August in Portland starten und durch mehrere Großstädte in den Vereinigten Staaten führen, darunter San Francisco, Chicago und New York. In Inglewood bei Los Angeles soll die letzte Station sein, wo die Tour am 28. September enden wird.

## Rezeption
Sincerely erhielt seitens der Kritiker vorwiegend positive Rezensionen. Die Review-Website Metacritic vergab 83 von insgesamt 100 möglichen Punkten. Die durchschnittliche Punktezahl basiert auf 7 Rezensionen von diversen Musikmagazinen, was als „allgemeine Anerkennung“ gewertet werden kann. Ein zweiter Bewertungs-Aggregator, AnyDecentMusic?, sammelte ebenfalls sieben Rezensionen und vergab maximal 7.7 von insgesamt 10 Punkten.
Neben der Punktevergabe der beiden Bewertungs-Aggregatoren Metacritic und AnyDecentMusic? wurde das Album von bekannten Musikmagazinen unterschiedlich bewertet. Andy Kellman von der Zeitschrift AllMusic schrieb: „Kali Uchis eröffnet ihr fünftes Studioalbum mit einer Art Schutzzauber: “Heaven Is a Home…”. Sie entstand gemeinsam mit Dylan Wiggins, Jeff Hazin und Nick Ferraro, mit einem Viertel des Produktionsteams, und entwirft eine Szene des häuslichen Glücks und der Geborgenheit. Obwohl sanft und wie ein Nachtrag formuliert, könnte „Bleib weg von meinem Baby, bleib weg von meinem Zuhause/Das ist alles, was ich von der Welt verlange, das ist alles, was ich von dir verlange“ der Slogan der LP im Stil von Public Enemy sein.“
Nick Levine vom Magazin NME kommentierte: „Ich war schon immer eine hoffnungslose Romantikerin, so singt Kali Uchis in “Sunshine & Rain…”. Ihre Aufrichtigkeit ist unzweifelhaft, und nicht nur, weil sie das Album ‚Sincerely‘ genannt hat, mit einem Komma, das es klingen lässt, als würde sie einen intimen Brief unterschreiben. Diese wunderschön gestaltete Platte; vollständig auf Englisch gesungen, wirkt wie eine Hommage an das Potenzial der Liebe, zu beruhigen, zu stärken und Stabilität zu geben. Es ist auch eine Abwechslung vom letzten Album ‚Orquídeas‘ von 2024, auf dem sie rhythmische Latin-Genres wie Reggaeton, Dembow und Merengue verwendete. ‚Sincerely‘ ist eher Downtempo und nachdenklich.“
Der Journalist von Pitchfork, Alfred Soto, schrieb: „Kali Uchis ist nicht die erste Sängerin, die sinnliche Lust an erster Stelle setzt, doch in einer Zeit, in der Zeitgenossinnen wie Kehlani und SZA die Körpersprache mit Selbstkritik ergänzen, wirkt Uchis’ einspuriger Geist so frisch und notwendig wie ein kühles Bier nach einer Wanderung. Mit ihrem hohen, kratzigen Rhythmus, der sexberauschte Glückseligkeit ausstrahlt, erreicht die kolumbianisch-amerikanische Singer-Songwriterin auf Sincerely, ihrem fünften Album, einen Höhepunkt. Zwischen Diana Ross und Aaliyah bietet Uchis' Musik das Äquivalent eines ausgedehnten Vorspiels.“

## Titelliste
| Nr. | Titel                 | Songschreiber                   | Produzent                                             | Länge |
| --- | --------------------- | ------------------------------- | ----------------------------------------------------- | ----- |
| 1.  | Heaven Is a Home…     | Kali Uchis                      | Kali Uchis, Jeff Hazin, Nick Ferraro, Dylan Wiggins a | 4:04  |
| 2.  | Sugar! Honey! Love!   | Kali Uchis                      | Kali Uchis, the Outfit                                | 3:04  |
| 3.  | Lose My Cool,         | Kali Uchis                      | Kali Uchis, Josh Crocker                              | 5:56  |
| 4.  | It's Just Us          | Kali Uchis, David Anthony Burke | Dan Darmawan                                          | 3:00  |
| 5.  | For: You              | Kali Uchis                      | Kali Uchis, Jeff Hazin, Nick Ferraro, Dylan Wiggins a | 3:13  |
| 6.  | Silk Lingerie,        | Kali Uchis                      | Kali Uchis, Joseph Winger Thornalley, Dylan Wiggins a | 4:07  |
| 7.  | Territorial           | Kali Uchis                      | Kali Uchis, Jeff Hazin, Nick Ferraro                  | 3:14  |
| 8.  | Fall Apart,           | Kali Uchis                      | Kali Uchis, Josh Crocker, Alex Goose                  | 3:06  |
| 9.  | All I Can Say         | Kali Uchis                      | Kali Uchis, 54 Ultra, Vince Chiarito                  | 3:07  |
| 10. | Daggers!              | Kali Uchis                      | Kali Uchis, Josh Crocker, Tom Henry a                 | 3:06  |
| 11. | Angels All Around Me… | Kali Uchis                      | Kali Uchis, Leon Michels, Dylan Wiggins a             | 5:34  |
| 12. | Breeze!               | Kali Uchis                      | Kali Uchis, Al Shux, Dylan Wiggins a                  | 2:24  |
| 13. | Sunshine & Rain…      | Kali Uchis                      | Kali Uchis, Dylan Wiggins                             | 3:17  |
| 14. | ILYSMIH               | Kali Uchis, Pooks               | Kali Uchis, Josh Crocker, Dylan Wiggins               | 3:33  |

## Chartplatzierungen
Album
| \| ChartsChartplatzierungen \| Höchstplatzierung \| Wochen \| \| ---------------------------------- \| ----------------- \| ------ \| \| Deutschland (GfK)[28] \| 22 (1 Wo.) \| 1 \| \| Österreich (Ö3)[29] \| 51 (1 Wo.) \| 1 \| \| Schweiz (IFPI)[30] \| 11 (1 Wo.) \| 1 \| \| Vereinigte Staaten (Billboard)[31] \| 2 (5 Wo.) \| 5 \| \| Vereinigtes Königreich (OCC)[32] \| 53 (1 Wo.) \| 1 \| |                   |        |
| ChartsChartplatzierungen | Höchstplatzierung | Wochen |
| Deutschland (GfK) | 22 (1 Wo.)        | 1      |
| Österreich (Ö3) | 51 (1 Wo.)        | 1      |
| Schweiz (IFPI) | 11 (1 Wo.)        | 1      |
| Vereinigte Staaten (Billboard) | 2 (5 Wo.)         | 5      |
| Vereinigtes Königreich (OCC) | 53 (1 Wo.)        | 1      |

Singles

| Jahr | Titel Album           | Höchstplatzierung, Gesamtwochen, AuszeichnungChartplatzierungen (Jahr, Titel, Album, Platzierungen, Wochen, Auszeichnungen, Anmerkungen) | Höchstplatzierung, Gesamtwochen, AuszeichnungChartplatzierungen (Jahr, Titel, Album, Platzierungen, Wochen, Auszeichnungen, Anmerkungen) | Höchstplatzierung, Gesamtwochen, AuszeichnungChartplatzierungen (Jahr, Titel, Album, Platzierungen, Wochen, Auszeichnungen, Anmerkungen) | Höchstplatzierung, Gesamtwochen, AuszeichnungChartplatzierungen (Jahr, Titel, Album, Platzierungen, Wochen, Auszeichnungen, Anmerkungen) | Höchstplatzierung, Gesamtwochen, AuszeichnungChartplatzierungen (Jahr, Titel, Album, Platzierungen, Wochen, Auszeichnungen, Anmerkungen) | Höchstplatzierung, Gesamtwochen, AuszeichnungChartplatzierungen (Jahr, Titel, Album, Platzierungen, Wochen, Auszeichnungen, Anmerkungen) | Höchstplatzierung, Gesamtwochen, AuszeichnungChartplatzierungen (Jahr, Titel, Album, Platzierungen, Wochen, Auszeichnungen, Anmerkungen) | Anmerkungen                          |
| Jahr | Titel Album           | DE | AT | CH | UK | US | Latin | R&B | Anmerkungen                          |
| ---- | --------------------- | --- | --- | --- | --- | --- | --- | --- | ------------------------------------ |
| 2025 | Sunshine & Rain…      | — | — | — | — | — | — | — | Erstveröffentlichung: 27. März 2025  |
| 2025 | ILYSMIH               | — | — | — | — | — | — | — | Erstveröffentlichung: 25. April 2025 |
| 2025 | All I Can Say         | — | — | — | — | — | — | R&B10 (1 Wo.)R&B | Erstveröffentlichung: 9. Mai 2025    |
| 2025 | Angels All Around Me… | — | — | — | — | — | — | R&B24 (1 Wo.)R&B | Erstveröffentlichung: 9. Mai 2025    |

## Mitwirkende
Folgende Personen trugen zur Entstehung des Albums bei:
Musik
| - Kali Uchis: Gesang - Josh Crocker: Bass, Trommeln, Gitarre, Elektronische Orgel, Synthesizer (Track 8) - Alex Goose: Celesta, Mellotron, Synthesizer (Track 8) - Aaron Frazer: Trommeln (Track 8) - John Anthony Rodriguez: Backgroundgesang, Gitarre, Elektronische Orgel, Piano, Vibraphon (Track 9) - Samuel Martinez: Trommeln, Tamburin (Track 9) - Vince Chiarito: Bass (Track 9) - Leon Michel: Bass, Gitarre, Keyboard (Track 11) - Nick Movsho: Bass (Track 11) - Homer Steinweiss: Trommeln (Track 11) - Lee Falco: Trommeln (Track 11) - Marco Benevento: Piano (Track 11) - Heavilyn Ohene-Akrasi: Chorgesang (Track 12) - Callum Jaye: Chorgesang (Track 12) | - Catherine Nkuo: Chorgesang (Track 12) - Chantel Marie Atayi: Chorgesang (Track 12) - Christina Babalola: Chorgesang (track 12) - Emmanuel Dadzie: Chorgesang (Track 12) - Lanre Abdul-Gaffar: Chorgesang (Track 12) - Lya Mbakadi: Chorgesang (Track 12) - Marie Mpenge: Chorgesang (Track 12) - Olajide Makanjuola: Chorgesang (Track 12) - Oluwafirekayo Adekusibe: Chorgesang (Track 12) - PJ Greaves: Chorgesang (Track 12) - Rinna Ohene-Akrasi: Chorgesang (Track 12) - Sarah Robinson: Chorgesang (Track 12) - Tomiwa Okelola: Chorgesang (Track 12) - Pooks: Backgroundgesang (Track 14) |

Produktion
| - Laura Sisk: Abmischung, Engineering, Gesangsproduktion (Tracks 1–14) - Ruairi O'Flaherty: Mastering (Tracks 1–14) - Jasmine Chen: Engineering (Tracks 1 & 4, 9–11) - Alex Goose: Engineering (Track 8) | - Vince Chiarito: Engineering (Track 9) - Jimmy Robertson: Engineering (Track 12) - Miguel Maloles: Engineering (Track 13) - Dylan Wiggins: Programming (Track 13) |